# Ludwik Zygmunt Dębicki
Ludwik Dębicki (ur. 3 maja 1843 w Buchcicach, zm. 25 maja 1908 w Krakowie) – polski pisarz, publicysta, współpracownik Czasu, ziemianin.

## Życiorys
Urodził się w Buchcicach pod Tarnowem. Ojciec Ludwik zmarł w 1843 roku. Urodzony i ochrzczony w starej rodzinie kalwińskiej w wieku 12 lat przeszedł na katolicyzm. Wychowywała go matka Celina ze Śląskich.  Od 1871 roku został współpracownikiem krakowskiego Czasu. W 1875 roku ożenił się z Honoryną z Pruszyńskich. Miał z nią siedmioro dzieci. W 1888 roku kupił dobra Jaworów.
Zmarł w Krakowie, pochowany na cmentarzu Rakowickim.

## Publikacje
- Czlowiek w przebiegu wiekow. Studja dziejowe Kraków 1864
- Europa w chwili pogromu Lwów 1871
- Andrzej Zamoyski Kraków 1874
- Widmo zdrady Lwów 1876
- Bronisław Zaleski Kraków 1880
- Puławy (1762-1830) : monografia z życia towarzyskiego, politycznego i literackiego T. 1, 2 Lwów 1887
- Kardynał Czacki : życiorys Kraków 1888
- Z dawnych wspomnień, 1846-1848 Kraków 1903
- Portrety i sylwetki z dziewiętnastego stulecia : z illustracyami. Serya 1 Kraków 1905